# Tête de la Charme
La tête de la Charme est une montagne de France située en Haute-Savoie, dans le massif du Mont-Blanc.

## Géographie
La tête de la Charme est située dans le nord-ouest du massif du Mont-Blanc, le long de la crête descendant de l'aiguille du Goûter et passant par le mont Lachat puis le col de Voza et se prolongeant par le Prarion, le col de la Forclaz-du-Prarion et la tête Noire. Le sommet relativement plat est constitué de plusieurs bosses dont la plus élevée culmine à 1 891 mètres d'altitude et entre lesquelles s'insèrent des tourbières ainsi qu'une ancienne ardoisière. Elle est entourée à l'ouest par le val Montjoie au-dessus de Saint-Gervais-les-Bains, à l'est par la vallée de Chamonix au-dessus des Houches et au sud par la petite vallée du torrent de Bionnassay au-dessus du hameau du même nom.
Ses flancs boisés contrastent avec son sommet dégarni, la tête de la Charme constituant le cœur du secteur des Houches du domaine skiable Évasion Mont-Blanc. Son sommet est accessible par le GRP Tour du Pays du Mont-Blanc, notamment depuis le col de Voza desservi par le tramway du Mont-Blanc dont la voie s'appuie sur les flancs occidentaux et méridionaux de la montagne. Au petit col séparant la tête de la Charme du Prarion se trouvent une table d'orientation et un site de décollage de vol libre. Sur son flanc ouest, juste sous le sommet se trouve une croix monumentale, la croix de la Charme. Les sommets de la tête de la Charme et du Prarion constituent une ZNIEFF de type I dénommée « tourbières du Prarion » ; la tête de la Charme est également incluse dans la ZNIEFF de type II du massif du Mont-Blanc.

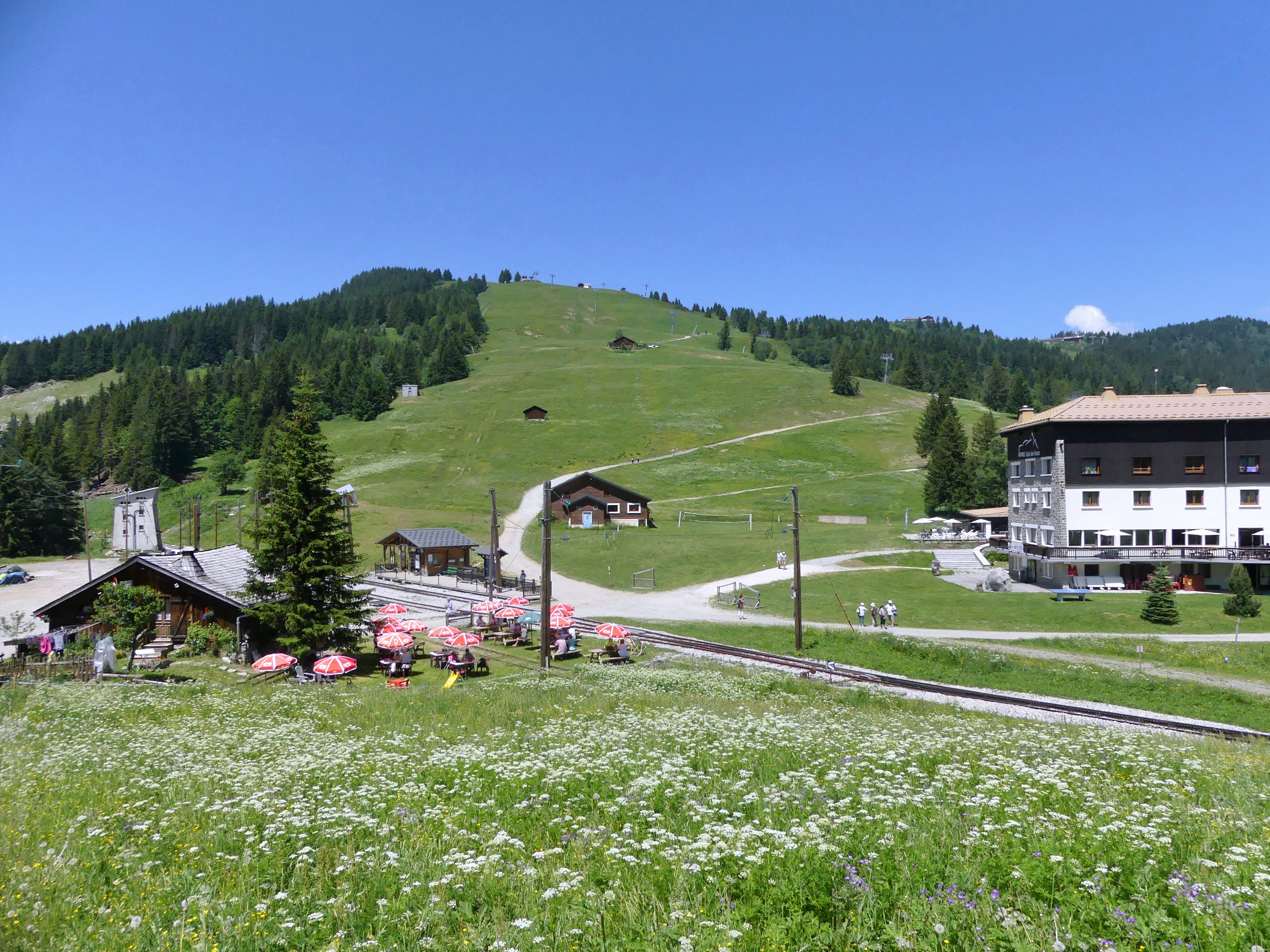
La tête de la Charme vue depuis le col de Voza au sud-est.

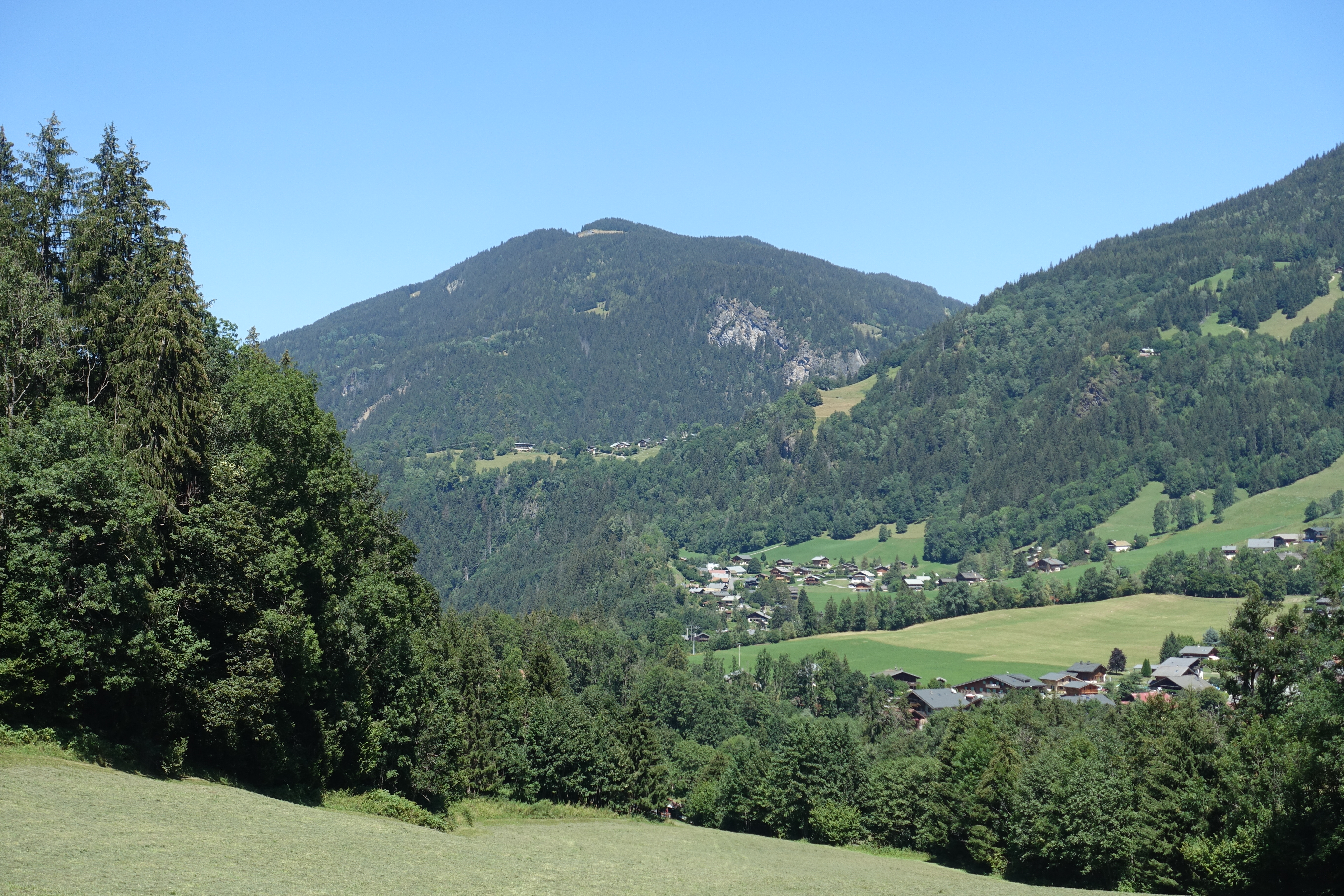
La tête de la Charme vue depuis le val Montjoie au sud-ouest.